# Chez la modiste (Degas, Chicago)
Pour les articles homonymes, voir Chez la modiste.
Chez la modiste (anglais : The Millinery Shop) est un tableau réalisé par le peintre français Edgar Degas vers 1879-1886. Cette huile sur toile de format presque carré est une scène de genre qui représente une jeune femme en robe verte évaluant un chapeau à bout de bras appuyée contre l'étalage d'une modiste. Léguée en 1933, l'œuvre est conservée à l'Art Institute of Chicago, à Chicago, dans l'Illinois, aux États-Unis.